# Viktoriya Kozlova
Viktoriya Kozlova –en ruso, Виктория  Козлова– es una deportista soviética que compitió en esgrima, especialista en la modalidad de florete. Ganó una medalla de plata en el Campeonato Mundial de Esgrima de 1990, en la prueba por equipos.

## Palmarés internacional
| Campeonato Mundial | Campeonato Mundial | Campeonato Mundial | Campeonato Mundial  |
| Año                | Lugar              | Medalla            | Prueba              |
| ------------------ | ------------------ | ------------------ | ------------------- |
| 1990               | Lyon (Francia)     | Medalla de plata   | Florete por equipos |